# Osada (videohra)
Osada je interaktivní hudební video českého studia Amanita Design, tvůrcem vizuální stránky je Václav Blín a autor hudby Šimon Ornest a celkově na hudbě spolupracovalo dalších dvanáct hudebníků. Osada je na pomezí hry a videa a žánrově by se dala přirovnat k legendárnímu kinoautomatu. Naše interakce spočívá v klikání myší, čímž by hra mohla spadat do herní kategorie point-and-click game.
Kromě zdarma dostupné on-line verze je možné za 2 USD zakoupit stažitelnou verzi, kterou lze spustit i bez internetového připojení. Tato verze rovněž obsahuje zvuky a hudbu ve vyšší kvalitě.

## Hratelnost
Celý děj se skládá ze série výjevů zacyklených do smyčky a pouze volně navazujících. Vizuálně hra čerpá z amerických westernů, českého trampingu a chataření, ovšem celkově jej posouvá do surrealistické a pop-kulturní polohy.